# Археомагнитно датиране
Археомагнитното датиране е физически метод за датиране на археологически артефакти и свързани с тях събития чрез отнасянето им към историческите данни за локалната конфигурация на земното магнитно поле.
Методът е приложим при условия, че
- предметите съдържат достатъчно количество феромагнитни атоми
- били са изложени на нагряване над съответната температура на Кюри
- може да се възстанови поне една тяхна ориентация
- известна е историята на локалното земно магнитно поле (предмет на изучаване на палеомагнетизма, дял на геофизиката).

Такъв е случаят с множество керамични изделия, изготвени от глини, съдържащи желязо, или пък археологични находки, свързани с опожарявания, пещи и др. Когато магнитно чувствителните атоми в подобни предмети бъдат нагрети над температурата на Кюри и след това изстинат, те се ориентират по посока на местното магнитно поле и „замръзват“. Ако е известно мястото на последното такова изстиване и там се знае еволюцията на земното магнитно поле, чрез сравнение може да се определи дата на последния низходящ преход под точката на Кюри. Методът е известен от 60-те г. на ХХ век и при наличие на необходимите условия дава прецизни резултати. Производството на керамика е отличителен белег за неолитната епоха, така че методът е приложим в археологията за определяне на дата в рамките на последните 10 000 години.
Както всяка точка от земната повърхност се характеризира пространствено с координати: географска ширина и географска дължина, така и земното магнитно поле се описва с двете величини магнитна деклинация и инклинация. Първата се измерва в хоризонтална плоскост, а втората във вертикална (тази на меридиана), а комбинацията от двете задава вектор с големина, която може да се изчисли. На определени места историческите промени на местното геомагнитно поле са документирани в резултат на изследванията на палеомагнетизма. Археомагнитният метод се основава на намиране на съвпадения между историческата стойност на локалното магнитно поле и определяната в даден артефакт. За неподвижни случаи като опожаряване или глинени огнища се вземат проби, чиято ориентация се знае и намирането на съответствие е директно. За мобилни артефакти методът е приложим, ако се знае поне една ориентация, каквато е най-често хоризонталата, примерно дъно на съд или плоска керемида.
Методът се развива активно след като са получени първите палеомагнитни криви за различни географски ареали (Франция, България, САЩ), както и на Леванта и Месопотамия.